# جان برنارد
جان برنارد (بالفرنسية: Jean Bernard)‏ هو عضو في المقاومة الفرنسية ‏ وطبيب وشاعر فرنسي، ولد في 26 مايو 1907 في باريس في فرنسا، وتوفي بنفس المكان في 17 أبريل 2006.